# Aubach (Pilsensee)
Der Aubach ist ein etwa 7 km langer Zufluss des Pilsensees in Oberbayern.

## Verlauf
Der Obere Aubach entsteht im Plonnermoos im Süden der Gemeinde Weßling nahe dem Ortsteil Neuhochstadt in einem Feuchtgebiet. Nach Vereinigung mit dem Hochstadter Bach und dem Moosgraben fließt das nun Aubach genannte Gewässer in südwestliche Richtung durch das breite Aubachtal an Oberalting (Gemeinde Seefeld) vorbei und mündet bei Hechendorf in das Nordende des Pilsensees.

## Charakter und Umgebung
Der Aubach entwässert eine Senke, die am Ende der Würmeiszeit von einer Seitenzunge des Isar-Loisach-Gletschers zurückgelassen wurde und von End- und Seitenmoränen eingerahmt ist. Abgesehen von seinem Oberlauf, hat der Aubach den Charakter eines Wiesenbachs, der im Aubachtal weitgehend begradigt wurde. Bei Oberalting wird ein Mühlgraben ausgeleitet. Ein bedeutendes Bauwerk und gleichzeitig eine markante Landmarke des Aubachtals ist das Seefelder Schloß.

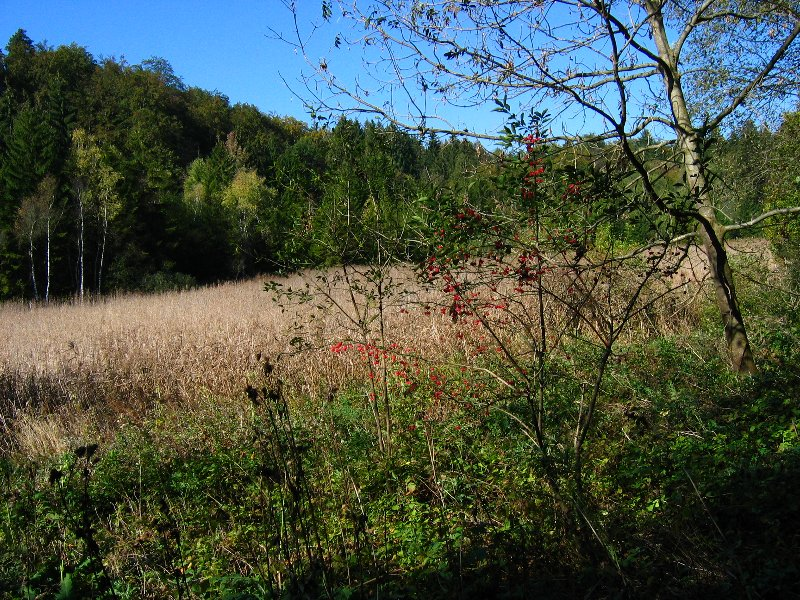
Plonnermoos bei Neuhochstadt
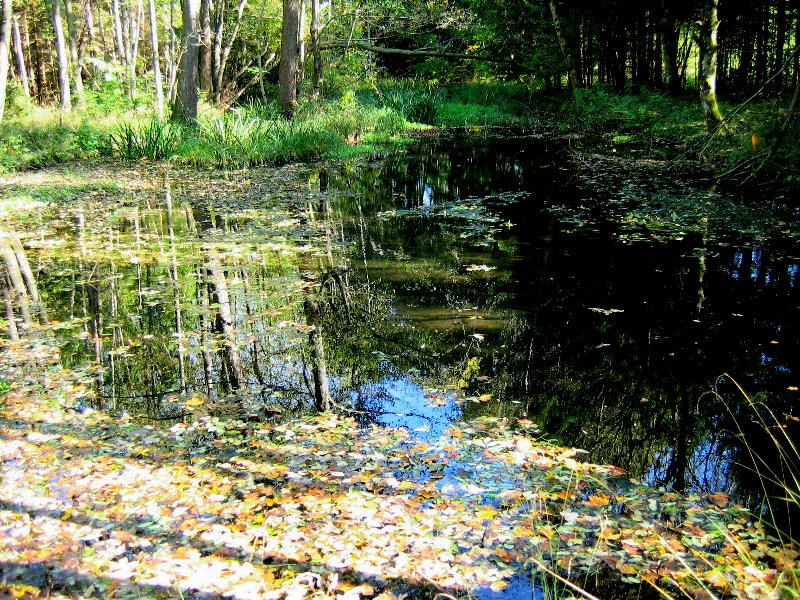
Aufgestauter Oberer Aubach bei Hochstadt
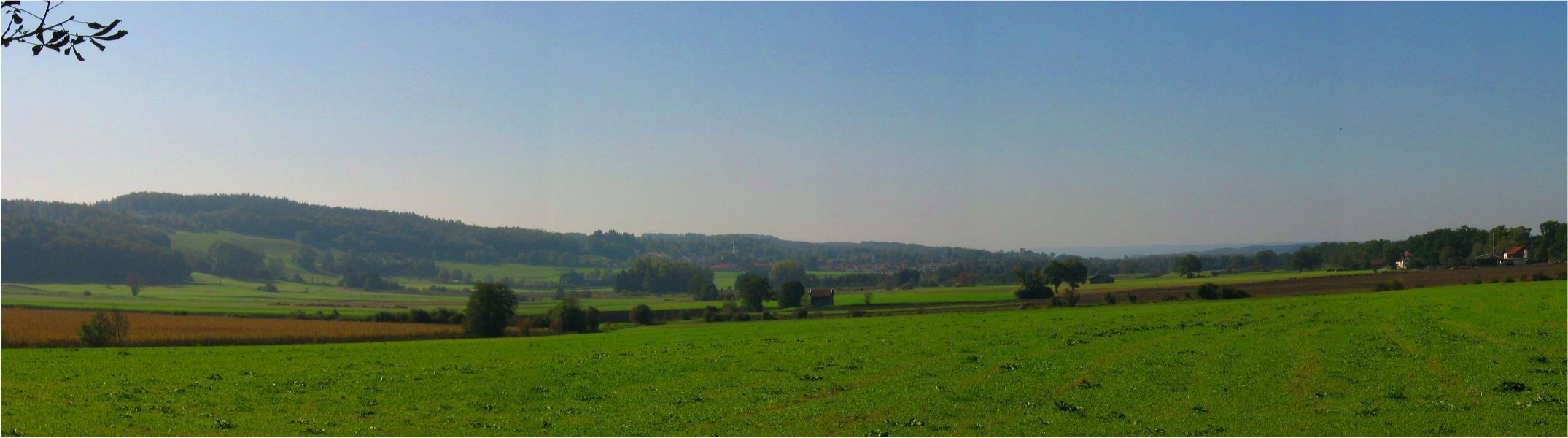
Blick von Delling nach Südwesten ins Aubachtal